# Horčápsko
Horčápsko település Csehországban, a Příbrami járásban. Horčápsko Chrást, Tochovice, Starosedlský Hrádek és Březnice településekkel határos. Lakosainak száma 86 fő (2024. január 1.).

## Népesség
A település lakosságának változását az alábbi diagram mutatja:
| Lakosok száma | 246  | 296  | 221  | 164  | 115  | 98   | 93   | 95   | 80   | 86   |
|               | 1869 | 1890 | 1921 | 1950 | 1980 | 2001 | 2017 | 2019 | 2022 | 2024 |